# Les Planqués
Les Planqués est la cinquantième histoire de la série Les Tuniques bleues de Lambil et Raoul Cauvin. Elle est publiée pour la première fois du no 3000 au no 3011 du journal Spirou, puis en album en 1996.

## Résumé
Dans cet épisode, le sergent Chesterfield se voit confier le commandement d'un peloton d'une dizaine d'hommes qui a pour mission de défendre leur avant-poste des Sudistes. Le caporal Blutch se moque de lui en disant qu'il s'est fait avoir et qu'ils ne verront aucun Sudiste. Une fois arrivés au camp, Chesterfield y remet de l'ordre. Le camp est attaqué par les Sudistes, Chesterfield fait conduire les femmes et les enfants dans le 2e campement, mais une des femmes est enceinte et intransportable. Chesterfield va s'occuper d'elle pendant l'affrontement et Blutch, ayant le bon rôle, prend le commandement. Les Sudistes entendent les cris de la dame et croient que les Nordistes la torturent. Cela décuple leur courage et ils chargent à la baïonnette. À leur grande surprise, ils trouvent les Nordistes regroupés, tout inquiets, autour de la tente de la femme. Les Sudistes comprennent enfin la situation et décident d'attendre en compagnie de leurs adversaires. Une fois l'accouchement terminé, les belligérants décident de reprendre le combat, mais comme le cœur n'y est plus, les Sudistes rentrent chez eux. Un vieux colonel demande à être muté à la place de Chesterfield qui retourne, ainsi que Blutch, dans leur unité.

## Personnages
- Sergent Chesterfield
- Caporal Blutch